# Полиция Туркменистана

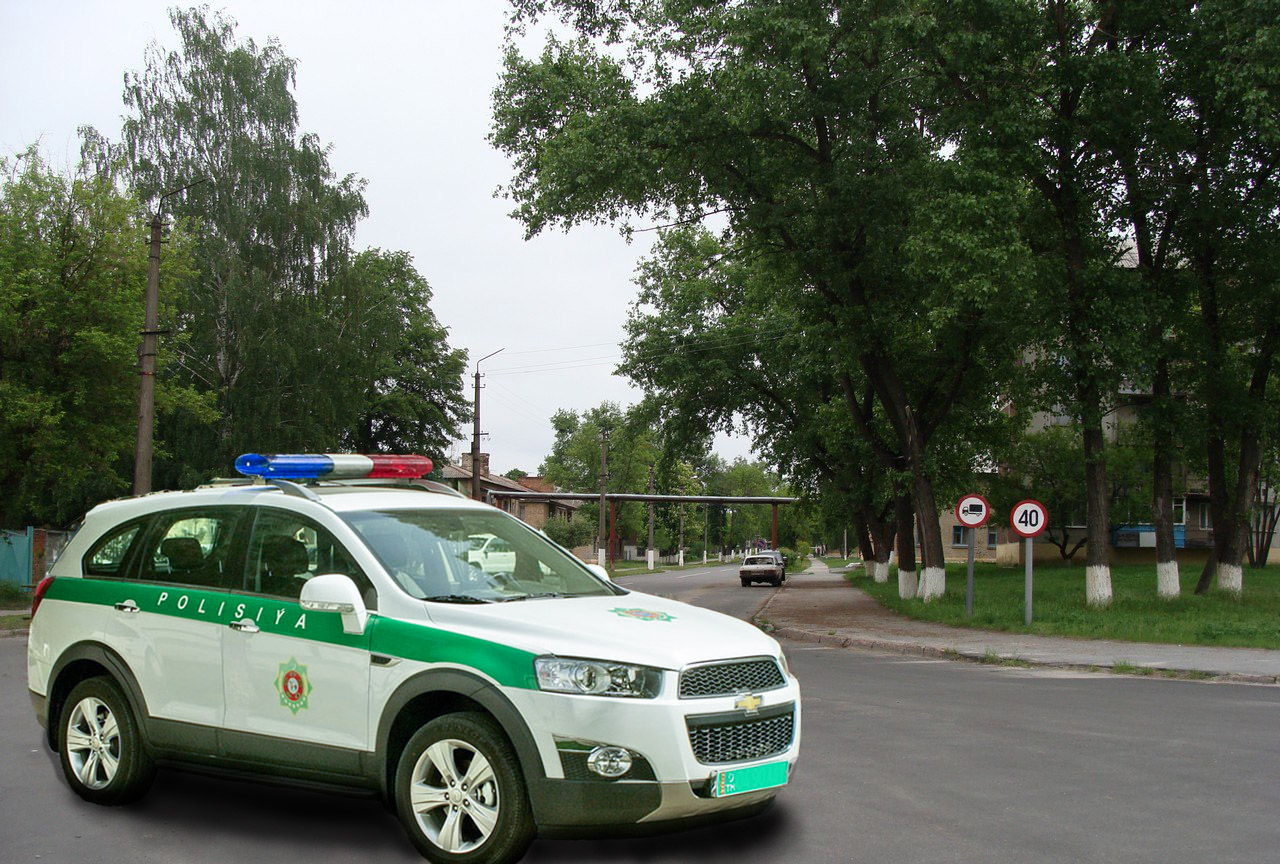
Автомобиль Chevrolet Captiva полиции Туркменистана

Полиция Туркменистана (Органы внутренних дел Туркменистана) — орган государственного управления, осуществляющий в соответствии с законодательством Туркменистана охрану законности и общественного порядка, прав, свобод и законных интересов человека и гражданина, интересов общества и государства от преступных и иных противоправных посягательств, обеспечивающим их предупреждение и пресечение, проводящим дознание, предварительное следствие и оперативно-розыскную деятельность, а также выполняющим задачи, возложенные на них настоящим Законом и иными нормативными правовыми актами Туркменистана. 
Органы внутренних дел Туркменистана имеют достаточно широкую компетенцию, объединяя в себе функции разных служб. ОВД Туркменистана имеют полномочия пожарных служб, служб исполнения наказаний, имеет охранные, надзорные и многие другие функции. 
Полиция Туркменистана имеет в основе своей деятельности стандартные для деятельности правоохранительных органов принципы законности, равенства всех граждан перед законом, принцип независимости от политических институтов и другие.

## Структура ОВД Туркменистана
Статья 10 Закона Туркменистана о полиции устанавливает следующую структуру органов внутренних дел:
1. Центральный аппарат Министерства внутренних дел Туркменистана
2. Некоторые подразделения внутренних войск
3. Управления полиции велаятов и городов с правами велаята
4. Отделы полиции этрапов и городов с правами этрапа
5. Учебные заведения ОВД
6. Предприятия и учреждения ОВД
7. Медицинские и другие вспомогательные подразделения[1].